# Vislice
Vislice (polsky Wiślica, německy Wislitz) je vesnice v jižním Polsku ve Slezském vojvodství v okrese Těšín v gmině Skočov. Leží na území Těšínského Slezska asi dva kilometry na sever od centra Skočova. Ke dni 25. 3. 2016 zde žilo 764 osob, rozloha obce činí 3,57 km².
První zmínka o Vislici pochází z roku 1447. Patřila Těšínskému knížectví a mezi lety 1573 až 1594 z něj vydělenému skočovsko-strumeňskému stavovskému panství. V roce 1920 byla rozhodnutím Konference velvyslanců spolu s celým východním Těšínskem připojena k Polsku.
Centrum vesnice se nachází na kopci tyčícím se nad údolím Visly, jímž probíhá čtyřpruhová státní silnice č. 81 spojující Katovice se Skočovem a Vislou. Zalesněný východní svah kopce prudce spadající k řece je známý pod názvem Skarpa Wiślicka (Vislická stráň) a představuje přírodně velmi cennou lokalitu. Kvůli ochraně zdejšího bukového a jasanového porostu a také na Těšínsku největšího seskupení jilmů horských byla v roce 1996 vyhlášena stejnojmenná přírodní rezervace. Les je také součástí chráněné oblasti Natura 2000 s názvem Těšínské tufové prameny.

## Starostové
- Jakub Kałuża 1864(‒1865) a (1879)[3]
- Andrzej Kałuża 1867-?[4]
- Adam Klusko (Kłósko) 1873, 1875[5]
- Jan Piecha ?-1876[5]
- Jan Wardas 1876-1878[6]
- Paweł Nalewajka ?-1882[7]
- Józef Ciemała 1882-?[8]
- Józef Ciemała (odlišný od předchozího) 1885-1888[8]
- Józef Loska (1889-)1892[9]
- Józef Malchar 1892-1903[10]
- Paweł Lebiedzik 1903-1909[11]
- Jan Kałuża 1909-1819[12]